# Fred Huntley
Fred Huntley (29 de agosto de 1862-1 de noviembre de 1931) fue un actor y director cinematográfico inglés, activo en la época del cine mudo.

## Biografía
Nacido en Londres, Inglaterra, Fred Huntley debutó en el teatro en Londres actuando en el Covent Garden en 1879. Tras varios años como primer actor en la Carleton Opera Company, Huntley entró en el mundo del cine como guionista y director en la Selig Polyscope Company en 1912.
Pasado un breve paréntesis como guionista, Huntley llegó a ser un cineasta de importancia para Selig, interpretando personajes como actor de carácter. Entre 1912 y 1916 dirigió una treintena de filmes. La productora cerró en 1918, y Huntley empezó a trabajar para otras productoras, rodando con algunas de las actrices de mayor fama de la época, como Mary Pickford, Gloria Swanson o Norma Talmadge, siendo dirigido por realizadores de la talla de Sidney Franklin, Cecil B. DeMille o Henry King
Fred Huntley falleció en Hollywood, California, en 1931, a causa de una crisis cardiaca.

## Filmografía completa

### Actor

#### 1911
- The Still Alarm, de Francis Boggs
- The Herders, de Francis Boggs
- Stability vs. Nobility, de Hobart Bosworth
- The Novice, de Francis Boggs
- Told in the Sierras, de Francis Boggs
- The New Faith, de Hobart Bosworth
- The White Medicine Man, de Francis Boggs
- It Happened in the West, de Hobart Bosworth
- The Profligate, de Francis Boggs
- The Old Captain
- Slick's Romance, de Francis Boggs
- Their Only Son, de Francis Boggs
- A Turkish Cigarette
- The Regeneration of Apache Kid, de Francis Boggs
- The Blacksmith's Love, de Francis Boggs
- The Rival Stage Lines, de Francis Boggs
- The Artist's Sons, de Francis Boggs
- Making a Man of Him, de Francis Boggs
- On Separate Paths, de Francis Boggs
- Captain Brand's Wife, de Francis Boggs
- The Coquette, de Francis Boggs
- Old Billy, de Francis Boggs
- Lieutenant Grey of the Confederacy, de Francis Boggs
- The Bootlegger, de Francis Boggs y Hobart Bosworth
- The New Superintendent, de Francis Boggs
- The Convent of San Clemente, de Hobart Bosworth
- Blackbeard, de Francis Boggs
- An Evil Power, de Francis Boggs
- A Diamond in the Rough, de Francis Boggs
- The Maid at the Helm, de Francis Boggs
- The Little Widow, de Francis Boggs
- A Modern Rip, de Hobart Bosworth

#### 1912
- The Peacemaker, de Francis Boggs
- The Secret Wedding, de Frank Montgomery
- Merely a Millionaire, de Hobart Bosworth
- The Test, de Frank Montgomery
- Bunkie, de Hobart Bosworth
- Disillusioned, de Hobart Bosworth
- The Danites, de Francis Boggs
- A Crucial Test, de Frank Montgomery
- The Ones Who Suffer, de Colin Campbell
- The Hobo, de Hobart Bosworth
- A Waif of the Sea, de Colin Campbell
- Tenderfoot Bob's Regeneration, de Frank Montgomery
- The End of the Romance, de Frank Montgomery
- The Hand of Fate, de Frank Montgomery
- A Humble Hero, de Frank Montgomery
- A Child of the Wilderness, de Hobart Bosworth
- The Substitute Model, de Hobart Bosworth
- Monte Cristo, de Colin Campbell
- A Sad Devil, de Colin Campbell
- When Helen Was Elected, de Lem B. Parker
- Opitsah: Apache for Sweetheart, de Colin Campbell

#### 1913
- Greater Wealth, de Colin Campbell
- The Three Wise Men, de Colin Campbell
- The Early Bird, de Colin Campbell
- The Story of Lavinia, de Colin Campbell
- Hiram Buys an Auto, de Colin Campbell

#### 1914
- Willie, de Colin Campbell
- Chip of the Flying U, de Colin Campbell
- Who Killed George Graves?, de Edward LeSaint
- A Typographical Error, de Edward LeSaint
- Ye Vengeful Vagabonds, de Edward LeSaint
- Hearts and Masks, de Colin Campbell
- The Wasp, de Edward LeSaint
- The Broken 'X', de Edward LeSaint (1914)

#### 1915
- The Black Diamond, de Edward LeSaint
- Retribution, de Edward LeSaint
- The Poetic Justice of Omar Kham, de Edward LeSaint
- The Carpet from Bagdad, de Colin Campbell
- The Rosary, de Colin Campbell
- The Circular Staircase, de Edward LeSaint
- A Janitor's Wife's Temptation, de Dell Henderson

#### 1916
- Fighting Blood, de Oscar Apfel
- The Ne'er Do Well, de Colin Campbell
- A Man of Sorrow, de Oscar Apfel
- The Fires of Conscience, de Oscar Apfel

#### 1917
- The Marcellini Millions, de Donald Crisp
- A Roadside Impresario, de Donald Crisp

#### 1918
- The City of Purple Dreams, de Colin Campbell
- Rimrock Jones, de Donald Crisp
- The Only Road, de Frank Reicher
- Johanna Enlists, de William Desmond Taylor
- A Lady's Name, de Walter Edwards
- The Sea Flower, de Colin Campbell

#### 1919
- The Heart of Wetona, de Sidney Franklin
- Johnny Get Your Gun, de Donald Crisp
- For Better, for Worse, de Cecil B. DeMille
- Fires of Faith, de Edward José
- Daddy-Long-Legs, de Marshall Neilan
- Love Insurance, de Donald Crisp
- Her Kingdom of Dreams, de Marshall Neilan
- The Lottery Man, de James Cruze
- Heart o' the Hills, de Joseph De Grasse y Sidney Franklin
- Everywoman, de George Melford

#### 1920
- Excuse My Dust, de Sam Wood
- The Sea Wolf, de George Melford
- The Soul of Youth, de William Desmond Taylor
- The Round-Up, de George Melford
- Behold My Wife, de George Melford
- Dice of Destiny, de Henry King

#### 1921
- Brewster's Millions, de Joseph Henabery
- What Every Woman Knows, de William C. deMille
- The Bronze Bell, de James W. Horne
- A Wise Fool, de George Melford
- Gasoline Gus, de James Cruze
- The Face of the World, de Irvin Willat
- The Affairs of Anatol, de Cecil B. DeMille
- A Prince There Was, de Tom Forman
- The Little Minister, de Penrhyn Stanlaws

#### 1922
- Man with Two Mothers, de Paul Bern
- The Crimson Challenge, de Paul Powell
- North of the Rio Grande, de Rollin S. Sturgeon
- While Satan Sleeps, de Joseph Henabery
- Borderland, de Paul Powell
- To Have and to Hold, de George Fitzmaurice
- Peg o' My Heart, de King Vidor

#### 1923
- The Go-Getter, de Edward H. Griffith
- Law of the Lawless, de Victor Fleming
- Where the North Begins, de Chester M. Franklin
- To the Last Man, de Victor Fleming
- The Call of the Canyon, de Victor Fleming

#### 1924
- The Mine with the Iron Door, de Sam Wood
- Thundering Hoofs, de Albert S. Rogell
- The Age of Innocence, de Wesley Ruggles

#### 1927
- El rey de reyes, de Cecil B. DeMille

### Director

#### 1912
- Brains and Brawn
- The Old Stagecoach
- In Exile
- Pansy
- The Lake of Dreams
- The Vow of Ysobel
- The Girl and the Cowboy
- The Man from Dragon Land
- A Messenger to Kearney
- The Box Car Baby

#### 1913
- The Woodman's Daughter
- Seeds of Silver
- In the Days of Witchcraft
- Buck Richards' Bride
- A Flag of Two Wars
- The Unseen Defense
- Fate Fashions a Letter
- Man of the Woods
- The Rancher's Failing
- Bumps and Willie
- The Dream of Dan McQuire
- The Bridge of Shadows
- As a Father Spareth His Son
- The Probationer

#### 1914
- The Charmed Arrow
- Through the Centuries
- Tested by Fire
- Elizabeth's Prayer
- While Wifey Is Away
- The Midnight Call
- When Thieves Fall Out
- The Squatters

#### 1916
- The Stained Pearl
- Crooked Road

### Guionista
- An Assisted Elopement, de Colin Campbell (1912)
- The Dream of Dan McQuire, de Fred Huntley (1913)